# Estevelles
Estevelles es una comuna francesa situada en el departamento de Paso de Calais, de la región de Alta Francia.

## Demografía
| 1225 | 1237 | 1183 | 1151 | 1629 | 1687 | 2268 | 2561 | 3769 | 3996 |
| Para los censos de 1962 a 1999 la población legal corresponde a la población sin duplicidades (Fuente: INSEE [Consultar]) |      |      |      |      |      |      |      |      |      |